# Den så kallade kärleken
Den så kallade kärleken är en amerikansk film från 1940 i regi av Alexander Hall. Filmen bygger på en pjäs av Edwin Burke.

## Handling
Ann och Tice har gift sig, men Ann vill att hon och maken lever i celibat i ytterligare tre månader så de kan vara säkra på att äktenskapet ska hålla livet ut.

## Rollista
- Rosalind Russell - Ann Winters
- Melvyn Douglas - Tice Collins
- Binnie Barnes - Charlotte Campbell
- Allyn Joslyn - Harry Bertrand
- Gloria Dickson - Florence Bertrand
- Lee J. Cobb - Julio Diestro
- Gloria Holden - Genevieve Hooper
- Paul McGrath - Gordon Daniels
- Don Beddoe - Tom Howland